# Cristóbal Magallanes Jara
Cristóbal Magallanes Jara (n. San Rafael Totatiche, Jalisco, 30 de julio de 1869 - m. ídem. 25 de mayo de 1927) fue un sacerdote mexicano, que fue asesinado durante la Guerra Cristera de 1927. La Iglesia Católica lo reconoce como santo, mártir de la persecución contra la religión en México.

## Infancia y juventud
Nació en el rancho de San Rafael, correspondiente al municipio de Totatiche, en Jalisco, México, el 30 de julio de 1869, hijo de Rafael Magallanes Romero y María Clara Jara Sánchez. Murió en Colotlán, Jalisco el 25 de mayo de 1927. 
Luego de haber desempeñado oficios sencillos durante los primeros 19 años de su vida, se matriculó en el Seminario Conciliar de Guadalajara en octubre de 1888 y sus ilusiones de pastor se vieron coronadas al ser designado a la parroquia de su pueblo natal.
Desde pequeño se mostró gran devoto del Sagrado Corazón de Jesús y la Virgen del Rosario.

## Sacerdocio
Los biógrafos coinciden que Cristóbal era un sacerdote piadoso y servicial. Llevó una vida tranquila, con satisfacciones al poder estar al frente de la población de Totatiche, cerca de su lugar de origen; sin embargo sus mismos fieles y los de la región, lo llevaron a ser perseguido por el ejército federal durante la guerra de los Cristeros. 
En vida, el cura se distinguió por su piedad, honradez y aplicación. Desapegado de los bienes materiales, procuró mejorar el nivel de vida de sus paisanos. Entre muchas y notorias obras, legó a la comarca la introducción de la agricultura de riego gracias a la construcción de la presa La Candelaria; para incrementar el patrimonio material de las familias, tuvo la iniciativa de fraccionar algunos predios o solares en las goteras de Totatiche, que fueron distribuidos entre las familias insolventes. 
Predicó entre los indígenas huicholes en varias misiones populares, uno de cuyos frutos fue la repoblación del pueblo de Azqueltán después de su destrucción durante los levantamientos de Manuel Lozada. Fundó un hospicio para huérfanos de "Nuestra Señora del Refugio" y un asilo para ancianos; esto en Totatiche y dotó de capillas los ranchos de su jurisdicción. 
En materia educativa, estableció varios colegios y escuelas de primeras letras. En 1916 fundó el Seminario Auxiliar de Nuestra Señora de Guadalupe, de la que alcanzó a ver dos frutos óptimos: su compañero de martirio Agustín Caloca Cortés y su sucesor en la parroquia, José Pilar Quezada Valdés. 
Así mismo implementó las obras de arte: pintura, literatura y música en el pueblo y fundó La Banda Musical Municipal en 1921. 
Con la suspensión del culto público decretada por los obispos el 1.º de agosto de 1926, los católicos del lugar y de la región, apoyados por la Unión Popular, asociación de activistas unidos a la Liga Nacional Defensora de la Libertad Religiosa, se organizaron para restaurar los derechos que consideraban conculcados. 
Cristóbal Magallanes Jara reprobó que se recurriera a las armas y publicó un artículo en su periódico en el que desechó la violencia: “La religión ni se propagó, ni se ha de conservar por medio de las armas. Ni Jesucristo, ni los Apóstoles, ni la Iglesia han empleado la violencia con ese fin. Las armas de la Iglesia son el convencimiento y la persuasión por medio de la palabra”, pronunció. 
Estos hechos afectaron su ánimo y esto quedó plasmado por escrito. En una carta consignó que durante los últimos cuatro meses de su vida fue perseguido por cerros y barrancas: “Dios les perdone tanta infamia y nos vuelva la deseada paz, para que todos los mexicanos nos veamos como hermanos”, escribió. 
La mañana del 21 de mayo de 1927 fue aprehendido por un grupo de soldados del ejército federal, capitaneados por el General Francisco Goñi. Compartió la prisión con su ministro, el joven Presbítero Agustín Caloca y ambos quedaron a disposición del jefe de operaciones militares de Zacatecas, el general Anacleto López. 
El general Goñi acusó al párroco de sostener la rebelión contra el Gobierno en esa comarca y debido a que demostró lo contrario, le imputaron otro delito: “No habrán tenido parte alguna en el movimiento cristero, pero basta que sean sacerdotes para hacerlos responsables de la rebelión”, se dictaminó.

## Martirio
La mañana del 25 de mayo fueron conducidos a la casa municipal de Colotlán, Jalisco, para ser ejecutados. Magallanes se hincó para recibir del Padre Caloca la absolución sacramental, y él, a su vez, la recibió luego de su párroco. 
Ante sus verdugos, Cristóbal Magallanes Jara dijo en voz alta: 

«Soy y muero inocente; perdono de corazón a los autores de mi muerte y pido a Dios que mi sangre sirva para la paz de los mexicanos desunidos»

 Viendo a su ministro acosado por la aflicción, le dijo: 

«Padre, solo un momento y estaremos en el Cielo»

Con los sacerdotes y laicos martirizados durante la persecución religiosa en México, fue beatificado por el papa San Juan Pablo II el 22 de noviembre de 1992, y canonizado en el año 2000 el 21 de mayo durante el Jubileo.

## Pensamientos de San Cristóbal Magallanes Jara[1]
«Dios les perdone tanta infamia y nos vuelva la deseada paz, para que todos los mexicanos nos veamos como hermanos».